# Halimeda copiosa
Espèce
Halimeda copiosa est une espèce d'algues vertes de la famille des Udoteaceae.